# Alexej Jedunov
Alexej Jedunov (* 11. března 1986) je ruský profesionální fotbalista, záložník.

## Fotbalová kariéra
Hrál za FK Šinnik Jaroslavl, FC Biokhimik-Mordovia Saransk, FC Nara-Desna Naro-Fominsk, FK Anži Machačkala, FC Spartak Trnava, FC Chernomorets Novorossiysk, FC Nosta Novotroitsk, rezervu FC Lokomotiv Moskva, FC Dynamo Stavropol a FC Hradec Králové. Ke konci sezóny 2011–2012 nastoupil v české lize k 7 utkáním.

## Ligová bilance
| Ročník                 | Zápasy | Góly | Klub              |
| ---------------------- | ------ | ---- | ----------------- |
| Gambrinus liga 2011/12 | 7      | 0    | FC Hradec Králové |
| CELKEM                 | 7      | 0    |                   |